# Roman Sitko
Roman Sitko, né le 30 mars 1880 à Czarna Sędziszowska en Pologne et mort au camp de concentration d'Auschwitz le 12 octobre 1942, est un prêtre polonais. Il a été béatifié en 1999.

## Biographie
Il est ordonné prêtre à Tarnów en 1904 par Mgr Leon Wałęga.

## Sa mort
Le 22 mai 1941, il est arrêté par la Gestapo, puis transféré le 27 août 1942 vers le camp d'Auschwitz, sous le matricule 61908.

## Béatification
Reconnu comme l'un des cent-huit martyrs polonais de la Seconde guerre mondiale, Roman Sitko est béatifié en 1999 par le pape Jean-Paul II.